# Hiob (patriarcha Aleksandrii)
Hiob – chalcedoński patriarcha Aleksandrii w latach 954–960. Za jego kadencji cesarz bizantyjski Nicefor II Fokas zdobył część miast w Syrii, co spowodowało wrogość muzułmanów wobec chrześcijan.